# Rode rookwants
De rode rookwants (Rhyparochromus phoeniceus) is een wants uit de onderfamilie Rhyparochrominae en uit de familie bodemwantsen (Lygaeidae).
De onderfamilie Rhyparochrominae wordt ook weleens als een zelfstandige familie Rhyparochromidae gezien in een superfamilie Lygaeoidea. Lygaeidae is conform de indeling van bijvoorbeeld het Nederlands Soortenregister.

## Uiterlijk
De rode rookwants is 7,1 tot 8,2 mm lang. Ze hebben een langwerpig lichaam met lange poten. De kop, het schildje (scutellum), de antennes en poten zijn zwart. De voorkant van het halsschild (pronotum) is zwart, terwijl het achterste deel zwart met roodbruin is. De voorvleugels zijn rood tot roodbruin met een donkere vlek en een donker vleugelmembraan (doorzichtig deel van de voorvleugels).

## Verspreiding en habitat
De soort komt voor in Europa (van het zuidelijk deel van Scandinavië tot in het Middellandse Zeegebied), in Noord-Afrika en Klein-Azië. Hij ontbreekt in Groot-Brittannië, West-Frankrijk en het westelijk deel van het Iberisch Schiereiland. Hij is te vinden op droge, warme, open, half schaduwrijke plekken, vaak met een kalkbodem en is sterk verbonden met coniferen.

## Leefwijze
De snel lopende wantsen leven polyfaag van de zaden van vele plantensoorten en houden zich voornamelijk op de bodem op. De imago’s overwinteren onder losse schors of in dood hout en zijn vaak alweer vroeg actief (februari of maart). In het voorjaar worden de eieren apart in het bladstrooisel of in de bodem gelegd. De nimfen worden van mei tot augustus gevonden